# Zagrad (Benkovac)
Zagrad je selo u Zadarskoj županiji. Nalazi se 12 km zapadno od Benkovca i 25 km istočno od Zadra.

## Upravna organizacija
Upravnom organizacijom dijelom je Grada Benkovca.

## Stanovništvo
| broj stanovnika |       |       | 93    | 102   | 70    | 176   |       |       | 423   | 287   | 332   | 329   | 497   | 426   | 103   | 85    | 49    |
|                 | 1857. | 1869. | 1880. | 1890. | 1900. | 1910. | 1921. | 1931. | 1948. | 1953. | 1961. | 1971. | 1981. | 1991. | 2001. | 2011. | 2021. |

## Gospodarstvo
Gospodarska aktivnost je usmjerena na ekološki uzgoj  maslina i proizvodnju extra kvalitetnog maslinovog ulja, vinogradarstvo i vinarstvo, voćarstvo i  pčelarstvo te u manjem dijelu uzgoj povrtlarskih kultura. O kvaliteti proizvoda svjedoče nagrade i priznanja koja proizvođači iz Zagrada redovito osvajaju na degustacijama ulja, vina ili meda,
U novije vrijeme, zahvaljujući neposrednoj blizini mora i očuvanom prirodnom krajobrazu se intenzivira i djelatnost ekološke poljoprivrede i seoskog turizma te je pri HTZ registrirano nekoliko objekata tipa luksuznih kuća za najam.

## Povijest
Zagrad svoje ime duguje činjenici da se nalazi u podnožju gradine (brda na kojem se prema povijesnim izvorima od 1.-7. st.n.e., nalazilo rimsko naselje Nadinium, a i Zagrad je sam do 1991. godine pripadao pod Nadin, kao jedan od zaseoka Nadina da bi se 1991. godine  izdvojio kao zasebno selo.
Mjesto Zagrad se spominje u austro-ugarskom popisu stanovništva iz 1880. godine kad je brojalo 92 stanovnika.
Sastav stanovništva u Zagradu je do 1991. godine bio mješovit i činilo ga je po popisu iz 1991. godine oko 430 stanovnika od čega je srpsko staovništvo bilo većinsko s otprilike 60 %.
Od rujna 1991. godine je počelo zarobljavanje te odvođenje u zatvor u Kninu i protjerivanje hrvatskog stanovništva Zagrada, od strane srpskih pobunjenika. Nakon okupacije i pada Nadina, 19. studenoga 1991. i u Zagrad je u potpunosti zapriječen prilaz hrvatskom stanovništvu, čija je imovina tokom četiri godine okupacije, (1991.-1995.) u potpunosti opljačkana i devastirana od strane srpskih pobunjenika.
Već u prvim danima, nakon operacije Oluja, protjerano hrvatsko stanovništvo se vraća i kreće s obnovom uz pomoć institucija RH. 
Na popisu stanovništva iz 2011. godine, Zagrad je brojao 85 stanovnika.
Danas je Zagrad mjesto s većinskim hrvatskim stanovništvom jer su ga Srbi napustili nakon operacije Oluja.

## Promet
Nalazi se jugozapadno od autoceste kralja Tomislava, autoceste Split-Zagreb, a od izlaza Zadar II je udaljen 12 kilometara. Prometnica koja prolazi kroz selo je nakon Domovinskog rata asfaltirana u punom profilu te spada pod ingerenciju županijskih cesta.
Sjeverno od Zagrada prolazi željeznička pruga Zadar - Knin.